# ريجنت للطيران
ريجنت للطيران هي شركة طيران خاصة، تتخد من مطار شاه جلال الدولي مركزاً لعملياتها.